# August Wilhelm Heffter
August Wilhelm Heffter, född 30 april 1796 i Schweinitz, död 5 januari 1880 i Berlin, var en tysk rättslärd. 
Heffter blev 1820 professor i juridiska fakulteten i Bonn, 1830 i Halle an der Saale och 1832 i Berlin, där han även blev medlem av övertribunalet och 1849-52 av första kammaren. År 1861 utnämndes han till kronsyndikus och medlem på livstid av herrehuset.
Utmärkt som universitetslärare och praktisk jurist, förvärvade Heffter emellertid förnämligast genom sin skriftställareverksamhet sin stora ryktbarhet. Redan hans förstlingsarbete, Athenäische Gerichtsverfassung (1821), väckte stort uppseende, och detta arbete följdes av de epokgörande verken Institutionen des römischen und des deutschen Civilprocesses (1825), Beiträge zum deutschen Staats- und Fürstenrecht (1829), Lehrbuch des gemeinen deutschen Strafrechts (1833; sjätte upplagan 1857) och Das europäische Völkerrecht der Gegenwart (1844).
Det sista arbetet gjorde Heffters namn berömt i hela Europa, översattes till flera främmande språk och utgavs i Tyskland i sex, i Frankrike i tre upplagor. År 1866 utkom Civilprocess et cetera och 1871 Die Sonderrechte der Souveränen und der mediatisierten vormals reichsständischen Häuser Deutschlands. Heffter offentliggjorde dessutom en mängd smärre skrifter.